# GCIRS 7
GCIRS 7 — красный сверхгигант спектрального класса M1I в созвездии Стрельца, расположенный в Галактическом центре Млечного Пути. Это одна из крупнейших известных звёзд, радиус которой в 1170 раз больше солнечного. Светимость звезды в 189000 раз больше солнечной, а её масса равна 20—25 солнечным. Возраст звезды оценивается в 6,5—10 миллионов лет.